# هاريس سافاديس
هاريس سافاديس (بالإنجليزية: Harris Savides)‏ (و. 1957 – 2012 م) هو مصور سينمائي، ومصور أمريكي، ولد في نيويورك، توفي في نيويورك، عن عمر يناهز 55 عاماً، بسبب سرطان الدماغ.

## جوائز
حصل على جوائز منها:
- MTV Video Music Award for Best Cinematography [الإنجليزية]‏، عن عمل: Criminal (Fiona Apple song) [الإنجليزية]‏ (1998)[8]
- MTV Video Music Award for Best Cinematography [الإنجليزية]‏، عن عمل: كل أحد يتألم [الإنجليزية]‏ (1994)[9]
- MTV Video Music Award for Best Cinematography [الإنجليزية]‏، عن عمل: Rain (Madonna song) [الإنجليزية]‏ (1993)[10]

## وصلات خارجية
- هاريس سافاديس على موقع IMDb (الإنجليزية)
- هاريس سافاديس على موقع ألو سيني (الفرنسية)
- هاريس سافاديس على موقع أول موفي (الإنجليزية)
- هاريس سافاديس على موقع بوكس أوفيس موجو (الإنجليزية)
- هاريس سافاديس على موقع قاعدة بيانات الأفلام السويدية (السويدية)
- هاريس سافاديس على موقع ديسكوغز (الإنجليزية)
- هاريس سافاديس على موقع قاعدة بيانات الفيلم (الإنجليزية)
- هاريس سافاديس على موقع كينوبويسك (الروسية)